# Salvador Reyes
Salvador Reyes (20. září 1936 Guadalajara – 29. prosince 2012 Guadalajara) byl mexický fotbalista, útočník.

## Fotbalová kariéra
V mexické lize hrál za CD Guadalajara, CF Laguna a San Luis FC. S týmem CD Guadalajara získal 7 mistrovských titulů. Za reprezentaci Mexika nastoupil v letech 1956–1966 ve 49 utkáních a dal 14 gólů. Byl členem mexické reprezentace na Mistrovství světa ve fotbale 1958, nastoupil ve 3 utkáních, na Mistrovství světa ve fotbale 1962, nastoupil ve 3 utkánich a na Mistrovství světa ve fotbale 1966, kde také nastoupil ve 3 utkáních.

## Ligová bilance
| Ročník                  | Zápasy | Góly | Klub           |
| ----------------------- | ------ | ---- | -------------- |
| 1. mexická liga 1953/54 | -      | -    | CD Guadalajara |
| 1. mexická liga 1954/55 | -      | -    | CD Guadalajara |
| 1. mexická liga 1955/56 | -      | -    | CD Guadalajara |
| 1. mexická liga 1956/57 | 22     | 8    | CD Guadalajara |
| 1. mexická liga 1957/58 | -      | -    | CD Guadalajara |
| 1. mexická liga 1958/59 | 25     | 7    | CD Guadalajara |
| 1. mexická liga 1959/60 | 22     | 11   | CD Guadalajara |
| 1. mexická liga 1960/61 | 24     | 15   | CD Guadalajara |
| 1. mexická liga 1961/62 | -      | -    | CD Guadalajara |
| 1. mexická liga 1962/63 | -      | -    | CD Guadalajara |
| 1. mexická liga 1963/64 | 22     | 12   | CD Guadalajara |
| 1. mexická liga 1964/65 | 27     | 13   | CD Guadalajara |
| 1. mexická liga 1965/66 | -      | -    | CD Guadalajara |
| 1. mexická liga 1966/67 | -      | -    | CD Guadalajara |
| 1. mexická liga 1968/69 | -      | -    | CF Laguna      |
| 1. mexická liga 1969/70 | -      | -    | CF Laguna      |
| 1. mexická liga 1971/72 | -      | -    | San Luis FC    |
| CELKEM 1. liga          | -      | -    |                |